# St. Stephanus (Bretzfeld)
St. Stephanus ist eine katholische Pfarrkirche in Bretzfeld.

## Geschichte
Nachdem es aufgrund der religiösen Entwicklung seit der Reformation in Hohenlohe kaum Katholiken gab, erhöhte sich deren Zahl nach dem Zweiten Weltkrieg durch den Zuzug katholischer Flüchtlinge und Vertriebener. 1946 entstand daher in Bretzfeld ein katholischer Seelsorgebezirk, der vom katholischen Pfarrer in Affaltrach versorgt wurde. 1949 umfasste der Seelsorgebezirk bereits 900 Katholiken. Eine eigene Kirche gab es zunächst nicht, Gottesdienste fanden in evangelischen Kirchen, Schulräumen und Veranstaltungssälen statt. 1953 erwarb die Kirchengemeinde schließlich einen Bauplatz in Bretzfeld und ließ von Wilhelm Chardon aus Neckarsulm Pläne für einen Kirchenneubau erstellen. Die Kirche wurde 1955/56 unter Leitung des Architekten Eugen Denz, der den verstorbenen Chardon vertrat, erbaut. Dem hl. Stephan wurde die Kirche am 7. Oktober 1956 von Weihbischof Wilhelm Sedlmeier geweiht. Gleichzeitig mit der Kirche wurde in Bretzfeld ebenfalls unter der Leitung von Denz ein katholisches Jugendheim errichtet.
1959 wurde der ehemals unter drei Pfarreien aufgeteilte Seelsorgebereich Bretzfeld zur eigenständigen katholischen Pfarrverweserei umgestaltet, die am 15. Juni 1961 zur Pfarrei erhoben wurde.